# جراحی رباتیک
جراحی رباتیک نتیجه بدست آمده از پیشرفت صنعت فناوری رباتیک است‌.
در این فناوری یک جراح ربات را کنترل میکند اما به طور مستقیم بازو های ربات عمل جراحی را انجام میدهند. 
تاکنون کشور های زیادی به تکنولوژی ساخت ربات جراحی دست یافته‌اند. 

## فواید جراحی رباتیک
به طور معمول پزشکان جراح برای دسترسی به اعضای بدن شکافی به طول ۱۵ سانتیمتر ایجاد می‌کنند در حالی که برای جراحی رباتیکی تنها سه سوراخ به قطر یک سانتیمتر در بدن بیمار ایجاد می‌شود که در نتیجه 
۱. خونریزی بسیار کمتری اتفاق می‌افتد.  
۲. دوره نقاهت بیمار بسیار کوتاه‌تر می‌شود. 
همچنین با اضافه شدن ابزارهای کمکی بیشتر اطلاعات بیشتری در اختیار جراح قرار می‌گیرد و دقت انجام عمل جراحی بیشتر می‌شود.

## روش‌های کنترلی ربات جراح
جراحی رباتیک به منظور غلبه بر محدودیت روش‌های جراحی حداقل تهاجمی که از قبل وجود دارند و افزایش توانایی‌های جراحانی که جراحی باز انجام می‌دهند، توسعه داده شده ‌است. در صورت عمل جراحی به وسیلهٔ ربات، به جای جابه جایی مستقیم وسایل، جراح یکی از دو روش را برای کنترل ابزار استفاده می‌کند.  
۱. کنترل از راه دور (telemanipulator) مستقیم 
۲. کنترل از راه دور غیرمستقیم و از طریق کامپیوتر 
کنترل از راه دور یک کنترلر است که به جراح اجازه می‌دهد تا حرکات دست خود را برای عمل جراحی بر روی بیمار انجام دهد. حرکات دست جراح به روش مستقیم یا غیر مستقیم به بازوهای رباتیک منتقل می‌شود. این حرکات با استفاده از قسمت انتهایی بازو و گیره‌ها برای عمل جراحی واقعی و بر روی بیمار انجام می‌گیرند.  
در سیستم‌های کنترل کامپیوتری، جراح از یک رایانه برای کنترل بازوهای رباتیک و پایانه‌های انتهایی‌اش استفاده می‌کند. یکی از مزیت‌های استفاده از روش کامپیوتری این است که موقعیت اُرگونومیک قرار می‌گیرد و با راحتی بیشتر عمل جراحی در اتاق عمل  را انجام می‌دهد. همچنین می‌تواند امید داشت که با پیشرفت تکنولوژی‌ جراح خارج از اتاق عمل و در هر نقطه از جهان جراحی از راه دور را انجام دهد.  